# Allied Artists Music Group
Allied Artists Music Group (AAMG) es la multinacional estadounidense de entretenimiento y sello discográfico centrada en la música de Allied Artists International, Inc. (AAI), con sede en Glendale, California. En 1971, el predecesor de AAI, Allied Artists Pictures Corporation, formó oficialmente la subsidiaria Allied Artists Records. En 1999, Allied Artists Records abarcaba numerosos sellos discográficos, incluidos los emblemáticos Allied Artists Records, Allied Artists Music Co., Monogram Records, Vista Records y Brimstone Records. El sello discográfico es conocido por haber lanzado bandas sonoras de películas históricas como «Tickle Me» de Elvis Presley de 1965 y «Cabaret» de Liza Minnelli de 1972. En el lado de la música grabada tradicional, la compañía es reconocida por sus lanzamientos del catálogo completo de la banda de heavy metal latino Renegade, incluido «Rock 'n' Roll Crazy!» de 1983 e y «Animal Instinct» de 1986 de Luis Cárdenas, entre muchos otros. En el año 2000, con la disminución de las ventas de discos físicos (CD y vinilo) en lugar de las descargas digitales, Allied Artists Records consolidó todas sus participaciones relacionadas con la música en el nuevo «Allied Artists Music Group», convirtiéndose en una división formal de su empresa matriz., AIA.